# Las Meninas
Las Meninas („Die Hoffräulein“) ist ein Gemälde des spanischen Malers Diego Velázquez. Das 3,18 Meter × 2,76 Meter große Gemälde entstand im Jahr 1656 und befindet sich heute im Museo del Prado in Madrid.
Las Meninas zeigt einen großen Raum des Alcázar von Madrid, der Hauptresidenz von König Philipp IV. von Spanien. Zu sehen sind mehrere Personen des spanischen Hofes. Im Mittelpunkt befindet sich die fünfjährige Königstochter Margarita, umgeben von Personen ihres Hofstaats. 
Las Meninas wurde zu einem bekannten Gemälde, interpretiert als Ausdruck einer Reflexion über die Malerei. Der Barockmaler Luca Giordano behauptete von dem Gemälde, dass es die „Theologie des Malens“ darstelle. Der Maler Thomas Lawrence nannte es im 19. Jahrhundert ein Werk über die „Philosophie der Kunst“. Es wurde von der Kunstgeschichte als eins der Hauptwerke Diego Velázquez' eingeordnet.

## Hintergrund: Diego Velázquez am spanischen Hof

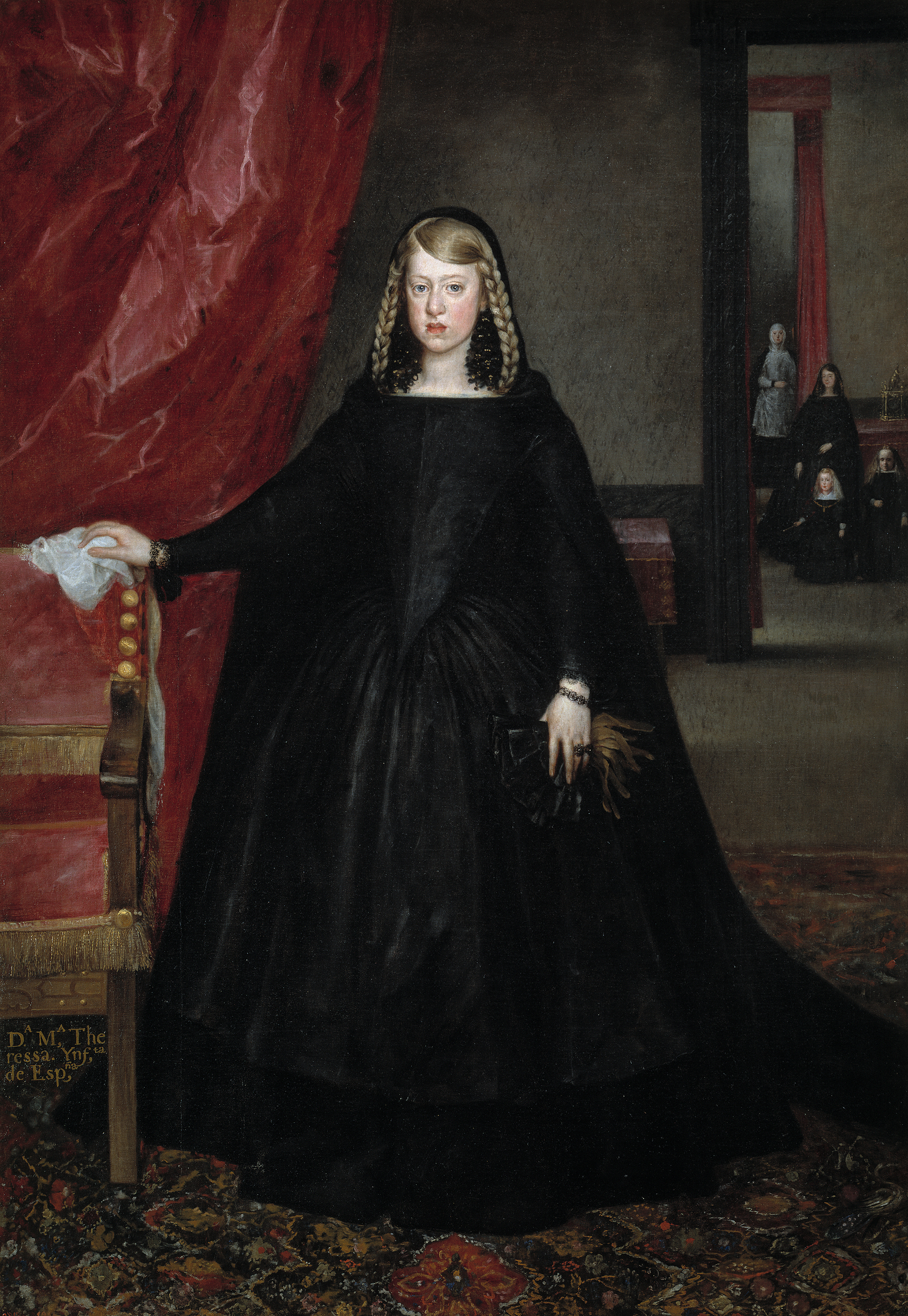
Infantin Margarita in Trauerkleidung nach dem Tod ihres Vaters, gemalt von Juan del Mazo, 1666. Im Hintergrund des Gemäldes findet sich ihr jüngerer Bruder Karl II.

Wesentlich für die Analyse des Bildes ist sowohl, welche Rolle Malerei im Spanien des 17. Jahrhunderts einnahm, als auch die Frage, welche Rolle Diego Velázquez am spanischen Hof innehatte.
Im Spanien des 17. Jahrhunderts galt die Malerei als Handwerk und weniger als Kunst wie etwa Poesie oder Musik. Den Beruf des Malers auszuüben galt als so unedle Tätigkeit, dass vor der Aufnahme von Velázquez in den Orden der Santiago-Ritter hundert Zeugen bestätigen mussten, dass Velázquez nie um des Geldes willen gemalt habe, sondern lediglich um König Philipp IV. eine Freude zu bereiten. Der aus Sevilla stammende Diego Velázquez hatte am spanischen Königshof zunächst als Hofmaler gedient und übernahm zusätzlich mehrere kleine Hofämter, die ihm ausreichend Zeit zum Malen ließen. Zwischen 1640 und 1650 hatte er unter anderem die Funktion eines Kurators für den königlichen Hof inne. In dieser Rolle war er dafür verantwortlich, Gemälde zu erwerben, sie zu verwalten und die einzelnen königlichen Residenzen mit ihnen auszustatten. Eine große Anzahl der heute im Prado befindlichen Gemälde – darunter solche von Tizian, Raffael und Rubens – wurden in der Zeit erworben, in der Diego Velázquez Kurator war.
Im Februar 1651 wurde Velázquez zum Palast-Marschall (aposentador mayor del palacio) ernannt. Dieses Amt brachte ihm Ansehen und ein verhältnismäßig hohes Gehalt. Die umfangreichen Aufgaben, zu denen, neben der Beschaffung von Holz und Kohle für die königliche Hofhaltung und der Beaufsichtigung des Reinigungspersonals, auch die Funktion eines Quartiermeisters bei den Reisen des Hofes gehörte, beanspruchten ihn zeitlich dagegen sehr viel mehr. In den letzten acht Jahren seines Lebens entstanden nur noch wenige Gemälde. Meist handelt es sich dabei um Porträts der königlichen Familie. Philipp IV. ließ bereits zu Beginn der 1650er Jahre Diego Velázquez den Pieza Principal (‚Hauptraum‘) der Wohnräume des verstorbenen Prinzen Baltasar Carlos zuweisen, der dem Maler fortan als Atelier diente. Es ist dieser Raum, den Las Meninas zeigt. Zwischen Philipp IV. und Velázquez bestand, trotz der strengen Hofetikette, ein enges Band. Für Philipp IV. stand im ehemaligen Pieza Principal ein Stuhl bereit, und der spanische König fand sich häufig im Atelier ein, um Velázquez bei der Arbeit zu beobachten. Der Besuch des spanischen Königspaares, den Diego Velázquez andeutet, ist vor diesem Hintergrund nichts Ungewöhnliches.

## Das Gemälde

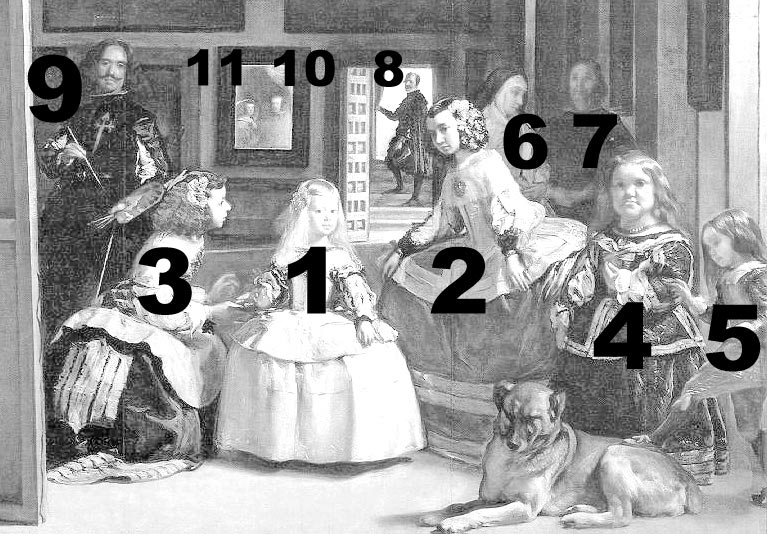
Die dargestellten Personen.
1: Infanta Margarita; 2: Isabel de Velasco; 3: María Agustina Sarmiento de Sotomayor; 4: Mari Bárbola;
5: Nicolas Pertusato; 6: Marcela de Ulloa; 7: Wächter; 8: José Nieto Velázquez; 9: Diego Velázquez; 10 und 11: das spanische Königspaar

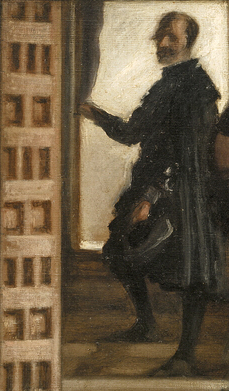
Die Treppe im Hintergrund mit Hofmarschall José Nieto Velázquez, Detail des Gemäldes

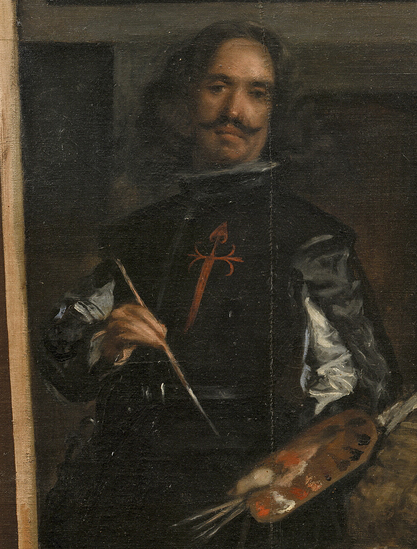
Diego Velázquez, Detail

Die erste ausführliche Beschreibung von Las Meninas, die die Wahrnehmung und Rezeptionsgeschichte des Werkes bis heute mitbestimmt, stammt aus dem Jahr 1724 und geht auf den spanischen Maler und Kunsttheoretiker Antonio Palomino zurück. Ihm verdankt sie auch die Identifikation aller auf dem Bild dargestellten Personen sowie genaues Datum und Ort der Bildvollendung: Die Szene zeigt nach den Angaben von Palomino einen Raum im alten Alcázar in Madrid und ist ein Porträt der noch jungen Infantin Margarita.
Der Raum ist Velázquez’ Atelier, das ihm auf Anweisung von Philipp IV. zugewiesen wurde. Im Mittelpunkt steht hell beleuchtet die fünfjährige Infanta, die jüngste Tochter König Philipps IV. von Spanien und seiner Gemahlin Maria Anna. Die erste Ehefrau von Philipp IV., Isabella von Bourbon, war bereits 1644 verstorben. Baltasar Carlos, der einzige Sohn aus dieser Verbindung, lebte nur bis 1646. Dem spanischen Hof fehlte es damit an einem Thronerben. Philipp IV. heiratete deshalb 1649 seine Nichte Maria Anna von Österreich, die ursprünglich mit dem verstorbenen Thronerben verlobt war. Die 1651 geborene Infantin Margarita war das erste und zum Zeitpunkt der Entstehung des Gemäldes das einzige Kind dieser siebenjährigen Ehe. Königin Maria Anna war danach wiederholt schwanger geworden, hatte jedoch bis 1656 nur Totgeburten zur Welt gebracht. Die Infanta Margarita repräsentierte für das Königspaar die Hoffnung, dass noch ein gesunder Thronfolger folgen werde. Auf dem Gemälde hat die reich gekleidete Infantin Margarita ihren Blick dem Betrachter zugewendet, während sie gleichzeitig nach einem Tonkrug oder bucaro greift, den ihr die kniende Hofdame María Agustina Sarmiento de Sotomayor auf einem Tablett reicht. Die zweite Hofdame, Isabel de Velasco, steht rechts von der Infantin und ist in einer leicht knicksenden Haltung dargestellt. Dargestellt ist damit auch ein Teil des umständlich-formalistischen Hofzeremoniells. Nur wenige Personen haben das Vorrecht, den Angehörigen der königlichen Familie etwas zu reichen, und wenn sie dies tun, hat eines ihrer Knie den Boden zu berühren.
Im Vordergrund befinden sich ein liegender spanischer Mastiff sowie zwei kleinwüchsige Personen, so genannte Hofzwerge: die aus Oberösterreich stammende Maria Bárbola und der Italiener Nicolasito Pertusato, der spielerisch versucht, mit seinem Fuß den schlafenden Hund aufzuwecken. Im halbschattigen Hintergrund steht die Ehrendame Marcela de Ulloa, die in Trauerkleidung abgebildet ist und mit einem nicht identifizierten Wächter (guardadamas) spricht.
Auf den Stufen einer Treppe schaut der mit einem Mantel bekleidete und den Hut in der Linken haltende Hofmarschall José Nieto Velázquez durch eine geöffnete Tür in den Raum. Die meisten Forschungsquellen betrachten José Nieto Velázquez heute als königlichen Beistand. Er hatte, der höfischen Etikette entsprechend, der königlichen Majestät zur Verfügung zu stehen – auch um etwa Türen zu öffnen. Aus seiner Haltung – das rechte Knie gebeugt, die Füße auf zwei verschiedenen Stufen – lässt sich nicht schließen, ob er den Raum gerade verlässt oder ob er ihn betreten wird. José Nieto Velázquez scheint einen Vorhang beiseitezuschieben, der sich vor der kurzen, hell erleuchteten Treppe befindet. Sowohl dieser kleine, helle Bildausschnitt als auch die aus dem Raum führende Treppe geben dem Gemälde Tiefe. Der perspektivische Fluchtpunkt befindet sich gleichfalls hier, was diesen Eindruck verstärkt.
José Nieto Velázquez’ Erscheinen gilt als Indiz dafür, dass das spanische Königspaar tatsächlich präsent ist. Links neben dem Hofmarschall identifizierte Palomino einen Spiegel, in dem sich das Königspaar reflektiert. Es zeigt nur die Oberkörper des königlichen Paares. Offen bleibt, was die Quelle der Reflexion ist: das Gemälde, an dem Velázquez gerade arbeitet, oder das anwesende Königspaar.
Schließlich, im linken Bildmittelgrund, hat sich Diego Velázquez selbst dargestellt. Er blickt an der Leinwand vorbei in Richtung des Betrachters. An seinem Gürtel hängen die symbolischen Schlüssel seiner Hofämter. Auf seinem Wams trägt er das Kreuz des Santiago-Ordens. Erst 1659, drei Jahre nach der Fertigstellung von Las Meninas, wurde Diego Velázquez in diesen Aristokraten-Orden aufgenommen. Er benötigte dazu eine Ausnahmegenehmigung, da er seine adelige Ahnenreihe nicht vollständig belegen konnte, und Zeugen, die bestätigten, dass er die Malerei nicht als Handwerk ausgeübt habe. Nach den Angaben von Palomino ordnete Philipp IV. nach dem Tod von Velázquez an, dass das Kreuz dieses Ordens auf das Wams gemalt werde, und Palomino wies sogar darauf hin, dass nach Ansicht einiger Philipp IV. mit eigener Hand das Kreuz hinzugefügt habe.
Palominos Angaben zum Bildpersonal sind innerhalb der Kunstwissenschaft unstrittig. Er trifft auch erste Aussagen zu den im Hintergrund hängenden Gemälden. Heute ist Konsens, dass es sich um Gemälde von Juan Bautista Martínez del Mazo nach Peter Paul Rubens und Jacob Jordaens handelt.
Zu Palominos Beschreibung traten in der Folge weitere Beobachtungen. Besonders auffällig erscheint die Anordnung der Figuren, deren Köpfe und Hände geschwungene Wellenbewegungen vollziehen, während der Raum selbst durch horizontale und vertikale Linienführung stabilisiert wird. Jede Figur der Hoffamilie verfüge über die ihr angemessene Gebärde, die sich in einer Rangskala von Gesten einordne und zu einem Regelsystem führe, das der Maxime gehorche, dass eine Person sich umso weniger bewege, je höher ihr sozialer Stand sei.
Der Kunsthistoriker Victor Stoichiţă hat darauf hingewiesen, dass die figurale Verdichtung mit dem Bildhintergrund abnimmt. Es entsteht ein Kontrast zwischen „Naturkörper“ (Hund, die beiden Hofzwerge) und „geistigem Körper“ (Königspaar auf der Spiegelfläche). Augenscheinlicher noch ist die Teilung des Bildes durch die horizontale Mittelachse. Alle Figuren sind unterhalb dieser zentralen Linie platziert.
Stoichita gibt auch Hinweise zu wahrscheinlichen Vorlagen für Velázquez’ Komposition. So gelten das Bild der Arnolfini-Hochzeit von Jan van Eyck, welches das Spiegel-Thema einführt, und David Teniers’ des Jüngeren Gemälde Erzherzog Leopold Wilhelm in seiner Gemäldegalerie in Brüssel als mögliche Anregungen. Beide Bilder befanden sich damals in der königlichen Sammlung und waren Velázquez bekannt.

## Die Hauptblickpunkte
Eines der Hauptcharakteristika des Gemäldes ist sein „Rätselcharakter“, der zu immer neuen Interpretationsansätzen führt. Uneinigkeit besteht bereits über das abgebildete Handlungsgeschehen sowie die Gattung, der das Bild zugeordnet werden kann. Las Meninas ist als ein Porträt der Infantin, ein Selbstporträt Velázquez, ein Gruppenporträt, als Hoffamilienbild, Genrebild und als ein Capriccio verstanden worden.

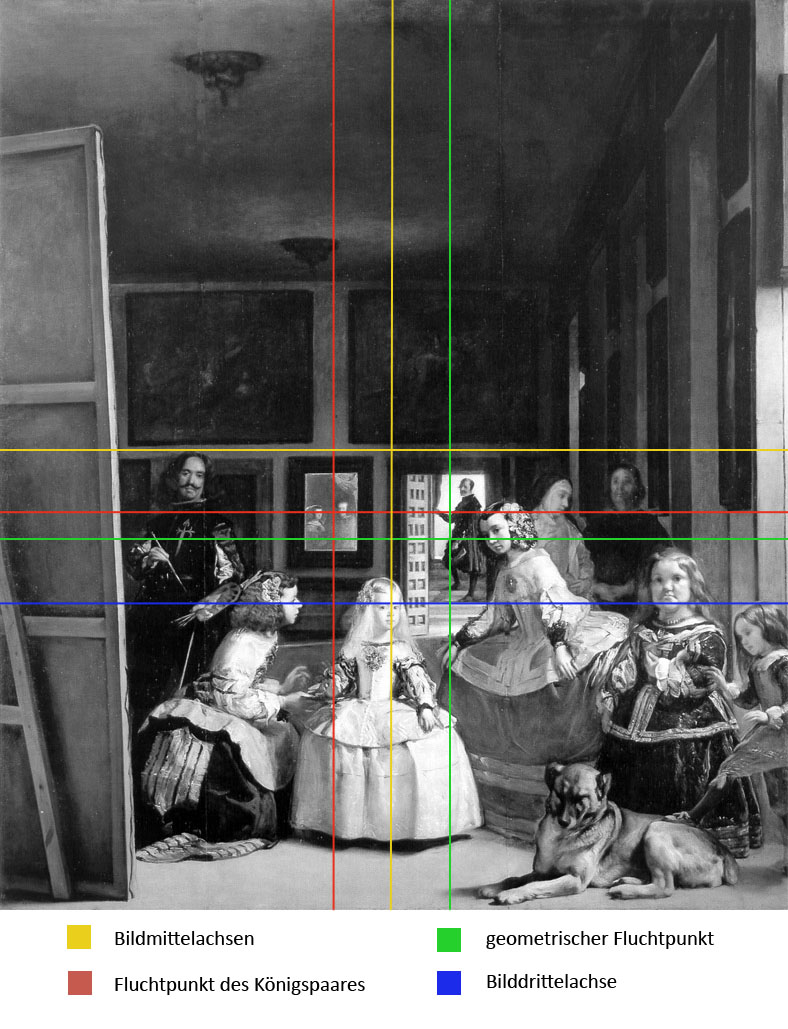
Las Meninas, geometrisches Schema

Als Konsens gilt, dass das Bild drei Hauptblickzentren aufweist:
1. die Infantin, die durch ihre zentrale Stellung im Bild und der besonderen Betonung im Lichtfokus auch die Aufmerksamkeit weiterer Bildfiguren auf sich zieht;
2. der Maler, dessen Kopf alle anderen Figuren im Gemälde überragt;
3. das Königspaar, das in der als Spiegel interpretierten Rechteckfläche an der Wand im Hintergrund als Reflexion auftaucht.
Aufgrund der Spiegelung und der Tatsache, dass die meisten Figuren der Darstellung aus dem Bild herausblicken, unterscheidet die Forschung zudem außerbildliche Blickpunkte, einen Fokus also, auf den die abgebildeten Figuren ihre Blicke richten. Aufgezählt werden:
1. das Königspaar, das vom Bildpersonal angeblickt werde;
2. der Betrachter oder Autor des Bildes;
3. das Bildpersonal selbst, das sich in einer großen Spiegelfläche betrachte.
Ebenso diskutiert wie ungeklärt ist die Frage, was der Maler auf seiner Leinwand malt, von der der Betrachter nur die Rückseite sieht. Auch hier werden drei Annahmen verfolgt:
1. der Maler malt das Königspaar, das sich am nicht sichtbaren Gegenpol des Raumes befinde;
2. der Maler malt die Infantin;
3. gemalt werde Las Meninas selbst.
Infolge seiner Vieldeutigkeit wird Las Meninas auch als Metabild bezeichnet, weil es seine eigene Darstellung beständig thematisiere, den Sinn von Interpretation überhaupt hinterfrage und über Grenzen und Möglichkeiten von Darstellung und Betrachtung reflektiere.

## Thesen zur Bildsprache
„Die Meninas sind das sichtbare Bild des unsichtbaren Denkens von Velasquez.“

### Der Spiegel

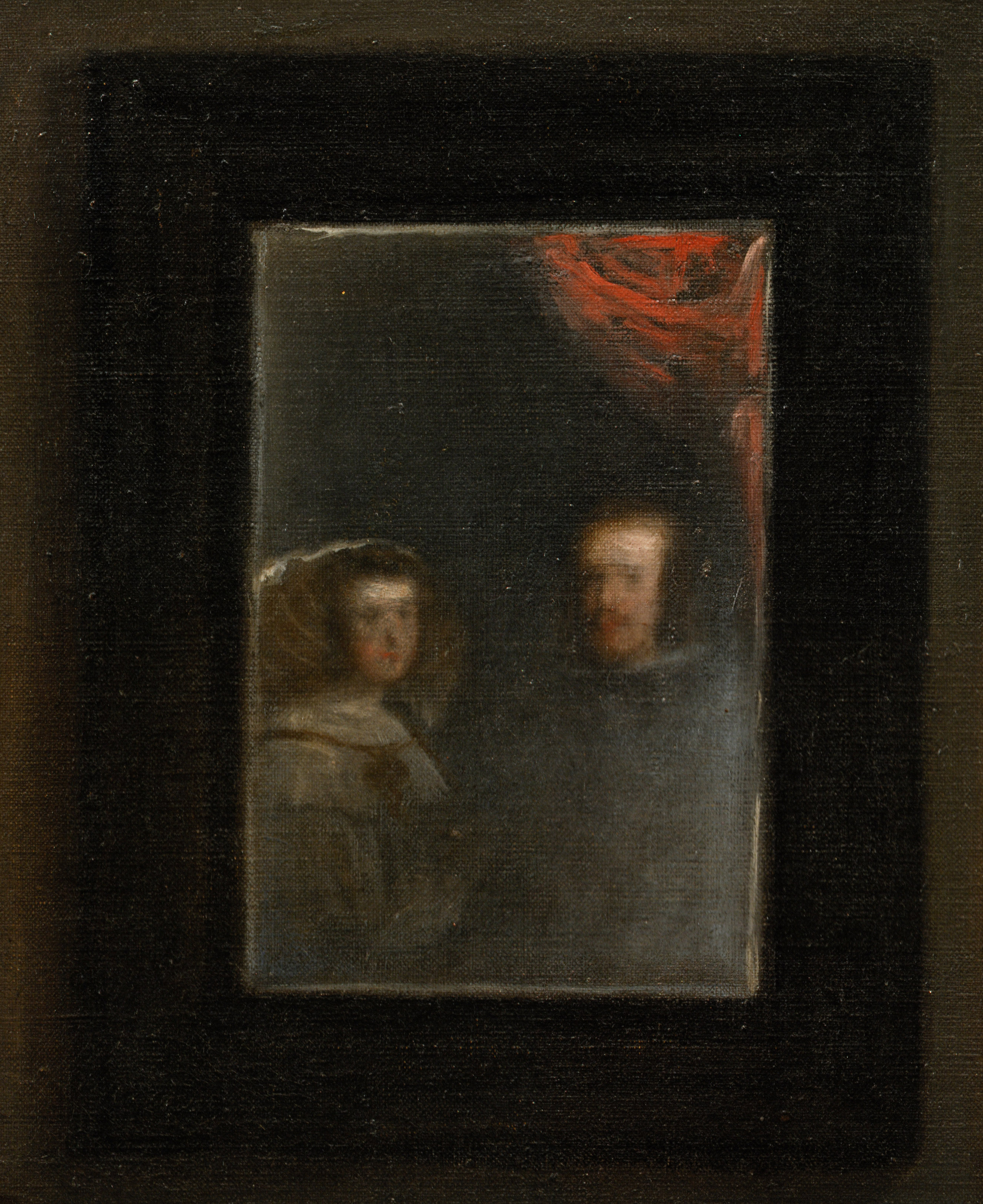
Las Meninas, Detail

Über die Bedeutung des im Hintergrund befindlichen Spiegels, auf dem das Königspaar zu sehen ist, wurde eine Vielzahl von Behauptungen und Spekulationen angestellt. So wurde bezweifelt, dass es sich bei dem Gegenstand an der Wand überhaupt um einen Spiegel handele. Der Widerspruch stellte darauf ab, das Bildnis sei in Wirklichkeit ein Gemälde. Die meisten Interpreten von Las Meninas folgen heute jedoch der Auffassung, das Königsportrait sei ein Spiegelbild. Unklarheit herrscht hingegen über die Quelle der Reflexion.
Das Doppelportrait sei weder gemaltes Bild, noch direkte Reflexion realer Personen. Vielmehr reflektiere es einen Ausschnitt der Leinwand auf dem Bild, behauptet Victor Stoichita. Völlig untypisch sei es gewesen, den Souverän en buste zu porträtieren, das der Domäne des privaten Bildnisses vorbehalten bliebe. Der König hingegen erhebe stets Anspruch auf das Vollporträt. Erst Velázquez’ raffiniertes Perspektivenspiel mache das Königs- zu einem Halb-Porträt mit all seinen Implikationen.

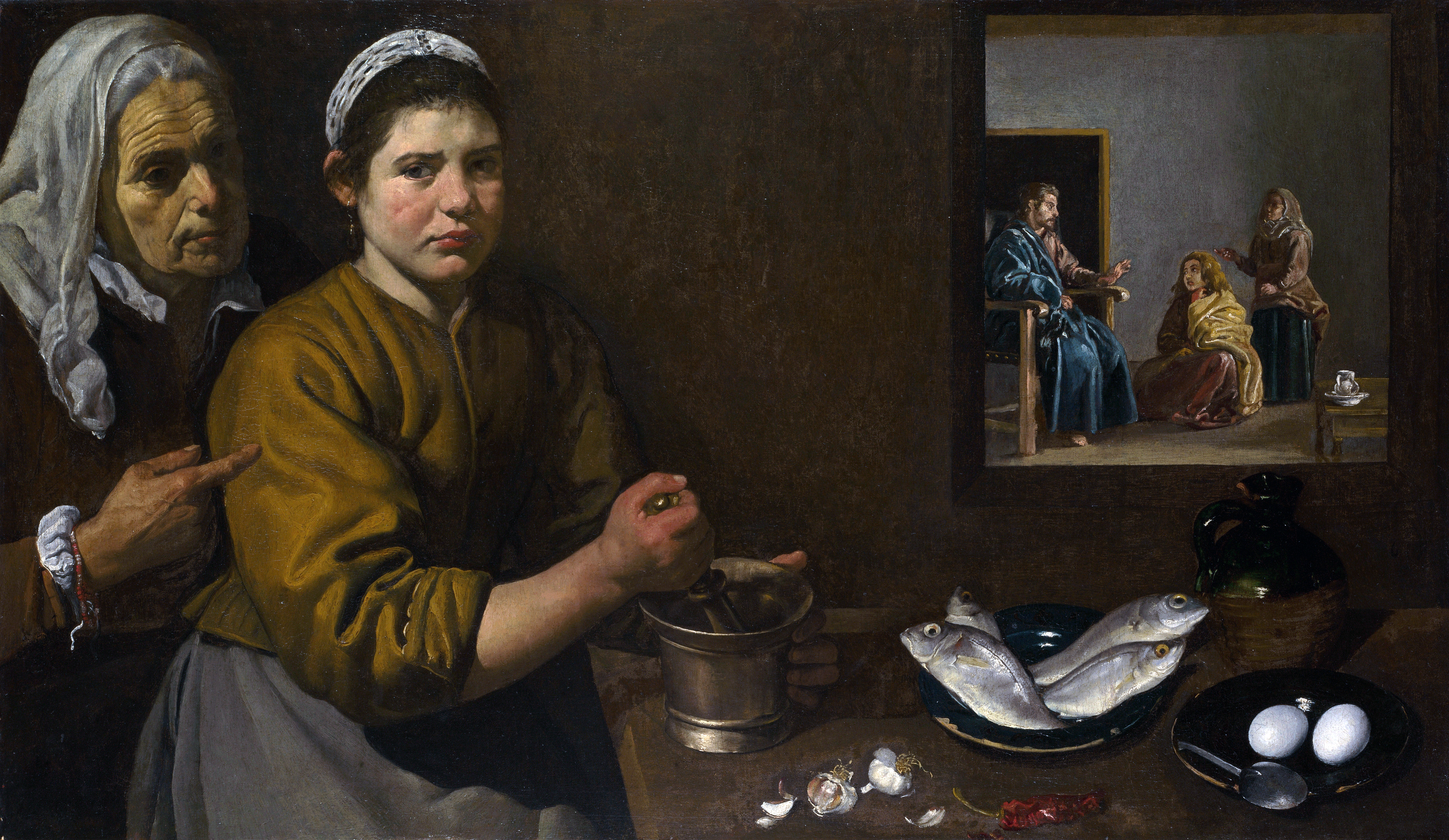
Diego Velázquez; Christus im Haus von Maria und Martha, 1618 (National Gallery, London)

Diese These passt zu den Berechnungen von John F. Moffits. Der Kunsthistoriker hatte den vermeintlichen Ort der Darstellung vermessen und konnte mit einer Reihe geometrischer Aussagen darlegen, dass der Spiegel im Hintergrund die Vorderseite der in Las Meninas dargestellten Leinwand reflektieren müsse, wodurch eindeutig bewiesen sei, was der Maler male. Gegen diese Annahme spricht jedoch, dass kein Doppelporträt des Königspaares existiert. Unter den Arbeiten von Velázquez ist ein solches nicht bekannt.
Schon einmal hatte Velázquez mit einer mehrdeutigen Bildkomposition den Betrachter verwirrt. In seinem Gemälde Christus im Hause von Maria und Martha von 1618 war die Hintergrundszene, die das Bildthema beschreibt, von der kunstgeschichtlichen Rezeption unterschiedlich aufgenommen worden. Die Darstellung Christi war als Spiegelreflexion, als ein an der Wand hängendes Bild und als direkte Durchsicht einer Wandöffnung interpretiert worden.

### Die Nobilitierungsthese
Gegen Ende der 1970er Jahre eröffnete Jonathan Brown mit einer sozialhistorischen Analyse von Las Meninas einen neuen Deutungsweg in der kunstgeschichtlichen Betrachtung des Gemäldes. Nach seiner These ist Las Meninas ein als Gemälde getarntes Traktat, das die Nobilitation des Malers und die Etablierung der Malerei als eine der Artes liberales zum Thema hat.
Anders als in Italien galt die Malkunst in Spanien Mitte des 17. Jahrhunderts noch als dem Handwerk ähnliche bloße Handfertigkeit und damit etwa der Schneiderei oder dem Schuhmacherhandwerk gleichgestellt. Auf solch manuelle Tätigkeiten wurden entsprechende Steuern und Abgaben erhoben, gegen die so mancher Maler vor Gericht zog, um der Anerkennung der Malerei als Kunst Vorschub zu leisten.
Auch Velázquez war von der Abgabe betroffen, obgleich er bereits als Hofmaler zu einer gehobenen gesellschaftlichen Stellung gelangt war. Velázquez muss dies, so die Darstellung Browns, als Herabwürdigung empfunden haben, gegen die er den Ehrgeiz setzte, seinen Aufstieg bei Hofe zu forcieren und mit der Ritterwürde zu krönen. Zehn Jahre dauerte Velázquez’ Kampf um die Aufnahme in den Santiago-Ritterorden, die, obwohl vom König protegiert und lanciert, durch den Widerstand des Adels immer wieder verworfen wurde. Erst 1659, wenige Monate vor seinem Tod, erlangte der Maler die ersehnte Adelung.

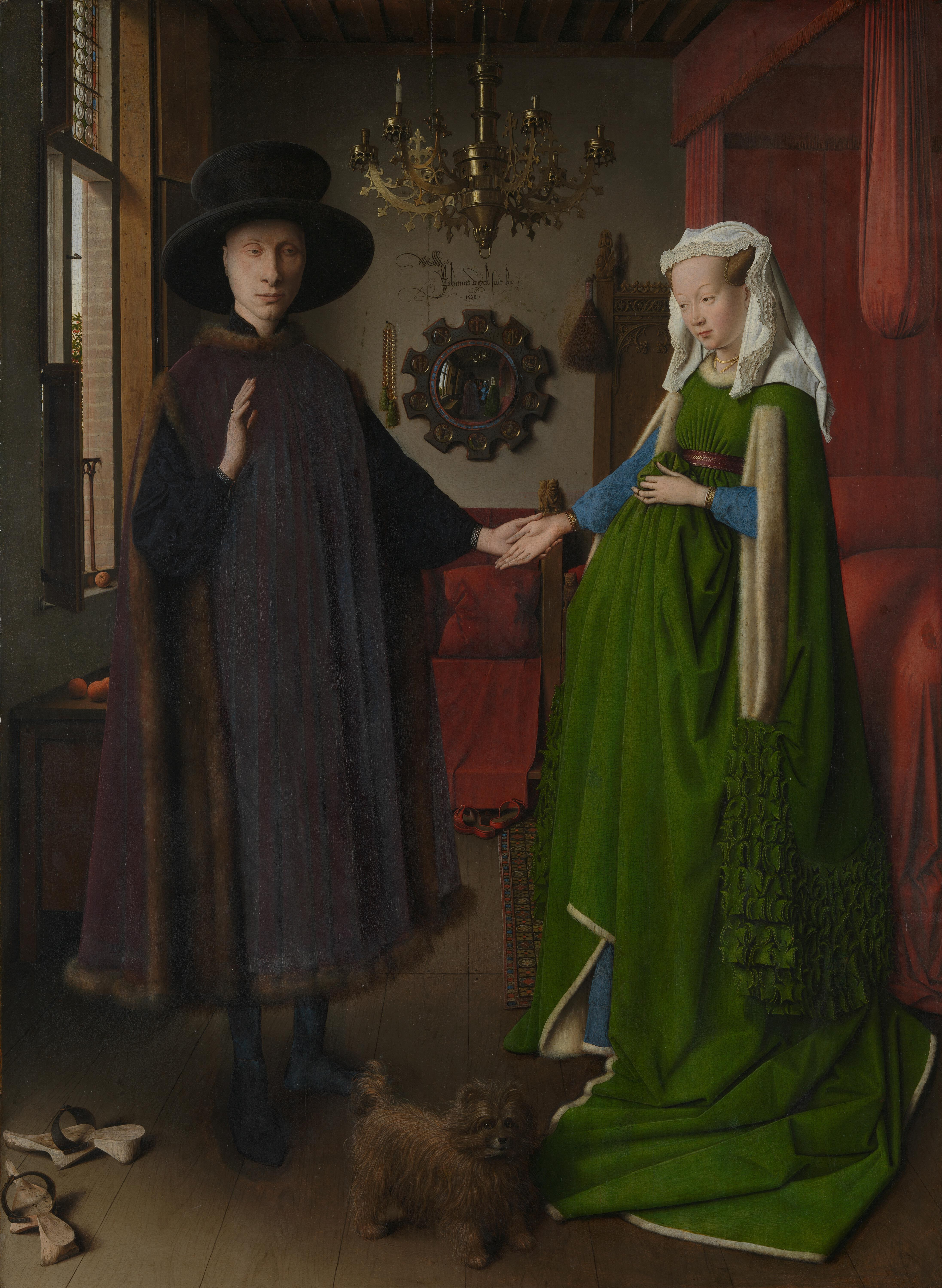
Jan van Eyck: Die Arnolfini-Hochzeit, 1434

Vor diesem Hintergrund sieht Jonathan Brown nun den „unmittelbaren Anlass für die Entstehung von Las Meninas“. Das Bild stehe nicht lediglich für die Nobilitierung der freien Kunst als solcher ein, die als Form des Wissens weit über das Handwerk hinausgehe, sondern sei als eine Art persönliches Werben Velázquez’ um Gunst und Anerkennung zu verstehen. Las Meninas sei von Velázquez folglich als strategisches Bild komponiert und eingesetzt. Der Rang des Malers und seines Werks wäre entsprechend durch die Anwesenheit des Monarchen bewiesen.
Der Argumentation liegt die Annahme zugrunde, eine durch den Souverän geförderte Kunst müsse bereits durch das bloße Interesse des Königs eine auserlesene Kunst sein, so dass allein die Gegenwart der Majestät schon die Kunst als solche adele. Brown versucht nachzuweisen, dass ein nahes Verhältnis zwischen König Philipp IV. und Velázquez tatsächlich bestanden habe, und nennt Quellen, die die Freundschaft von König und Maler belegen. Dazu gehört der Hinweis, Philipp IV. habe einen Schlüssel zu Velázquez’ Atelier gehabt und ihn dort beinahe täglich aufgesucht.
Die enge, gleichsam symbiotische Beziehung zwischen Maler und König, die einen solchen Zusammenhang stütze, sei in Velázquez’ Gemälde an mehreren Stellen ausgewiesen und bürge für den hohen Status der Malkunst. So wird vermutet, König Philipp IV. sei der Zweck des Gemäldes bekannt gewesen. Nur so lasse sich erklären, warum er sich, entgegen der königlichen Etikette, in atelierähnlicher Umgebung darstellen ließ. Auf den Monarchen sei auch die nachträgliche Hinzufügung des Santiago-Kreuzes auf Velázquez’ Brust zurückzuführen. Zudem weise der Generalschlüssel, der noch ansatzweise an Velázquez’ Gürtel erkennbar ist, den Hofmaler als Amtsträger aus, der als aposentador des Königs selbst Zugang zu den königlichen Privatgemächern hatte. Neben seiner Funktion als Amtszeichen bestätige der Schlüssel zudem die besondere Beziehung zwischen König und Maler.

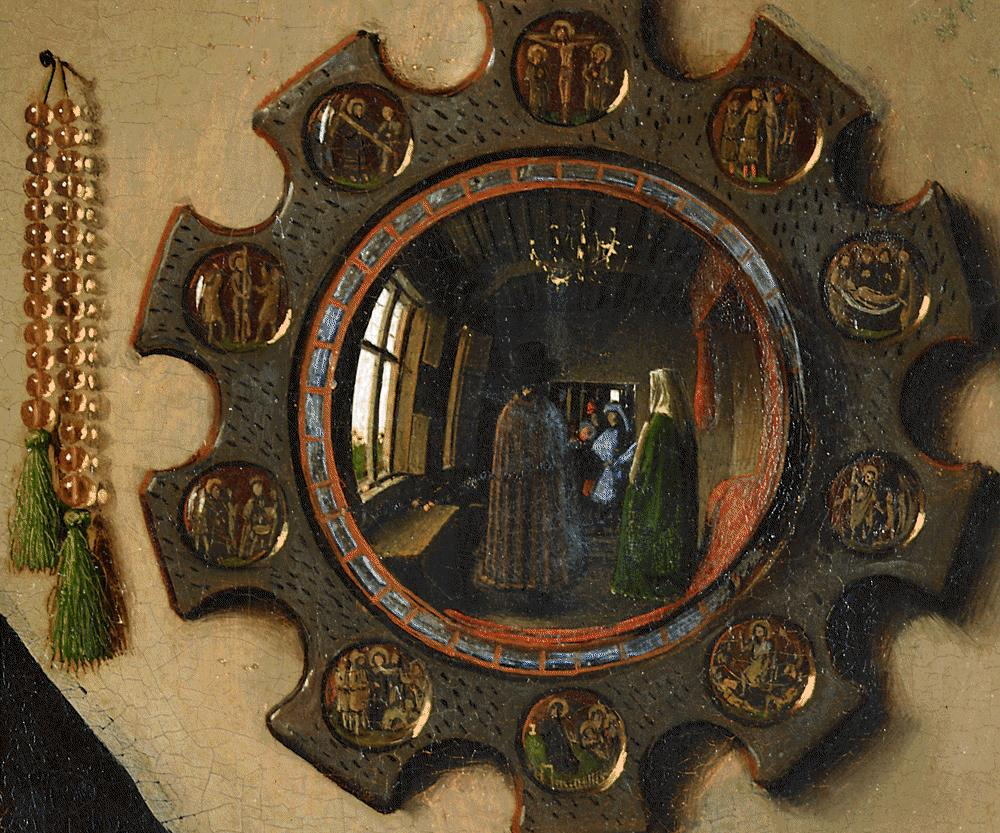
Jan van Eyck: Die Arnolfini-Hochzeit, Detail

In einem zentralen Punkt erfuhr Browns These Unterstützung und Erhellung. Brown hatte argumentiert, Velázquez’ Entwurf weise mit Absicht eine komplizierte perspektivische Form auf. Schließlich galten Beherrschung und Anwendung der Perspektive als höchste Disziplin und waren den Artes liberales Arithmetik und Geometrie darin nicht unähnlich. „Die Perspektive wurde […] zur Garantin der Malkunst als ars liberalis, und möglicherweise ist das der Grund, warum Velázquez uns als sein künstlerisches Manifest eines der perspektivisch brillantesten Gemälde hinterließ, die es gibt.“
An diesen Aspekt schließt der 1983 erschienene Beitrag von John F. Moffitt an, in dem anhand von historischen Grundrissplänen plausibilisiert werden konnte, dass der gesamte in Las Meninas dargestellte Raum die Wiedergabe eines damals real existierenden Raumes sei, der bereits von Antonio Palomino in seiner Beschreibung von 1724 Erwähnung fand. Dabei soll es sich um ein längliches Prinzengemach mit den Maßen 20,4 m × 5,36 m × 4,4 m in der Südweststrecke des Alcázar, des Königspalastes in Madrid, handeln. Velázquez nun habe diesen Ort für sein Gemälde gewählt, weil er selbst einer der Architekten war, wodurch er seine Zugehörigkeit zu den Artes Liberales zu erkennen gegeben habe.

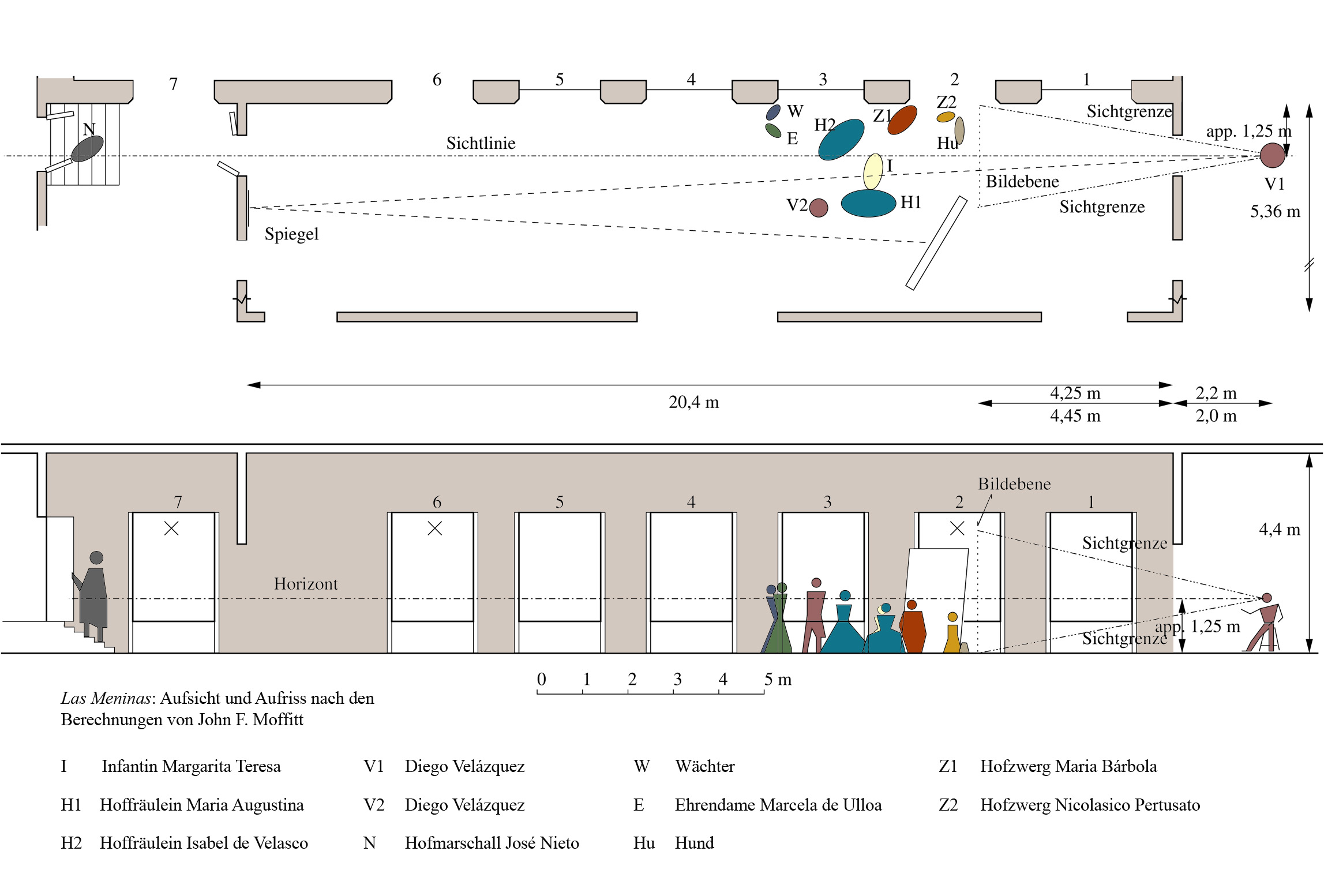
Las Meninas: Aufsicht und Aufriss nach John F. Moffitt

Ein Abgleich zwischen Moffitts Raumrekonstruktion und Velázquez’ Gemälde zeige, dass die Raumdarstellung perspektivisch dermaßen korrekt eingehalten sei, dass sie an die Exaktheit einer Fotografie heranreiche. Um eine solch wirklichkeitsgetreue Abbildung zu gewährleisten, müsse sich der Maler eines technischen Hilfsmittels bedient haben. Moffitt vermutet, Velázquez habe eine modernisierte Form des in der Hochrenaissance gebräuchlichen Fadengitters benutzt oder eine Camera obscura, von der angenommen wird, dass sie auch Velázquez’ Zeitgenosse Jan Vermeer eingesetzt habe. In Las Meninas sei die Exaktheit der wissenschaftlichen Perspektive gewissermaßen zu Demonstrationszwecken ausgebreitet. Mit dieser Anschauung korrespondiere, dass sich der Künstler selbst nicht beim Malakt zeige, sondern in „aristokratischer Pose und seine unmittelbare Nähe zur Königswürde unterstreichend“.
Browns Analysen werden von der Kunstwissenschaft heute sowohl als grundlegender Zugang zur Interpretation zu Las Meninas angeführt, als auch in vielen Punkten angefochten, da seine Interpretation den Zusammenhang zwischen Analyse und Bildinhalt nicht mehr ausreichend reflektiere. Ein weiterer Kritikpunkt findet sich in der Vermutung, Velázquez selbst habe den unterstellten Unterschied zwischen Malerei und Handwerk gar nicht gesehen, habe er doch auf anderen Gemälden gerade die Kunstfertigkeit des Handwerks hervorgehoben.

### Die Repräsentationsthese
In seinem Buch Die Ordnung der Dinge von 1966 (dt. 1971) untersucht der französische Philosoph und Historiker Michel Foucault den Transformationsprozess der Regelsysteme wissenschaftlicher Diskurse. Dabei beschreibt er den Übergang von der Renaissance über das Zeitalter von Barock und Klassik bis hin zur Moderne. Die unterschiedlichen historischen Stadien seien dabei durch Typen diskursiver Formationen der Wissensordnung charakterisiert, die Foucault Episteme nennt. In der Renaissance sei die diskursbeherrschende Formation die der „Ähnlichkeit“ gewesen. Im klassischen Zeitalter bestimme sich das wissenschaftliche Denken dann durch „Repräsentation“, während es in der Moderne schließlich vom Prinzip des „Menschen“ besetzt sei. Wissen, so Foucaults These, sei nicht das Produkt rationaler Subjektkalküle, sondern leite sich aus den dem denkenden Subjekt stets vorausgehenden Diskursstrukturen ab.
Als Ausdruck des Weltbildes der Repräsentation dient Foucault Velázquez’ Gemälde Las Meninas, dessen Analyse er an den Anfang seines Buches stellt. Foucault geht davon aus, dass es Velázquez aufgrund seiner kulturhistorischen und sozialgeschichtlichen Konditionierung (noch) nicht möglich war, die Episteme des Menschen und seine Ableitung, das Subjekt, darzustellen. Weil der Barockmaler noch dem Ordnungssystem der Repräsentation verhaftet gewesen sei, veranschauliche sein Gemälde lediglich die reine Repräsentation und damit die Abwesenheit des Subjekts. Las Meninas ziele in diesem Sinne auf die Darstellung einer „essentiellen Leere“, einer unbesetzten Stelle, auf die im Bild verwiesen sei, die aber außerhalb des Bildes gedacht werden müsse.

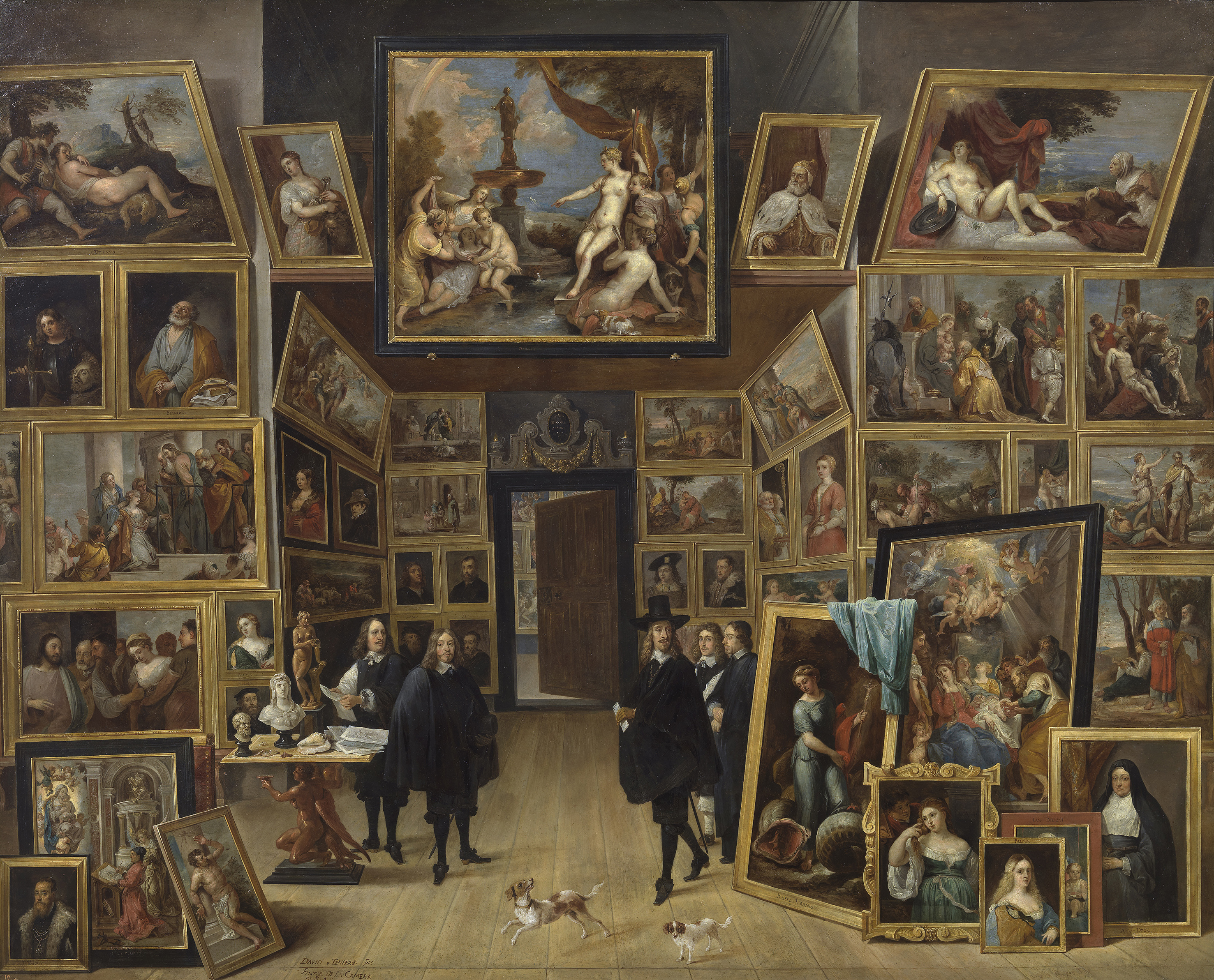
David Teniers der Jüngere: Erzherzog Leopold Wilhelm in seiner Gemäldegalerie in Brüssel, 1651 (Prado, Madrid)

Am Anfang von Foucaults Analyse steht die Betrachtung des Malers. Er blicke auf das Modell, das dem Zuschauer, also dem Betrachter, verborgen bleibe. Zwischen dem Maler auf der Leinwand und dem Betrachter davor manifestiere sich eine „beherrschende Linie“, die den repräsentierten Raum mit seinem Gegenpol verbinde, dem Raum, in dem sich der Betrachter befindet. Auch andere Bildlinien verwiesen auf einen Punkt außerhalb des Dargestellten. So der Spiegel im Hintergrund, der nicht die Raumumgebung aufnimmt, sondern das Königspaar reflektiere, das Foucault als das Modell des Malers annimmt und sich ebenfalls in dem als Verlängerung des Bildes gedachten Betrachterraum befinde. Obwohl Las Meninas von Repräsentation handele und eine Reihe von klassischen Repräsentationsinstrumenten aufweise, so etwa die Leinwand, die gehängten Bilder, den Spiegel und den Lichtschein der Fenster, bleibe das Sujet der Repräsentation selbst unsichtbar. Diese Auslassung aber, die ihre Realität außerhalb der Leinwand finden muss, besetzt Foucault nun gleich dreifach mit elementaren Konstituenten der Repräsentation: mit dem Modell (Herrscher), dem Betrachter (Zuschauer) und dem Autor (Velázquez). Sie alle befänden sich in einer Position vor der Leinwand, in einem „idealen Punkt“, von dem aus sie ins Innere des Bildes zurückprojiziert würden. Der Herrscher in den Spiegel, der Betrachter in die Figur des José Nieto Velázquez und der Autor in das Selbstbildnis des Malers.

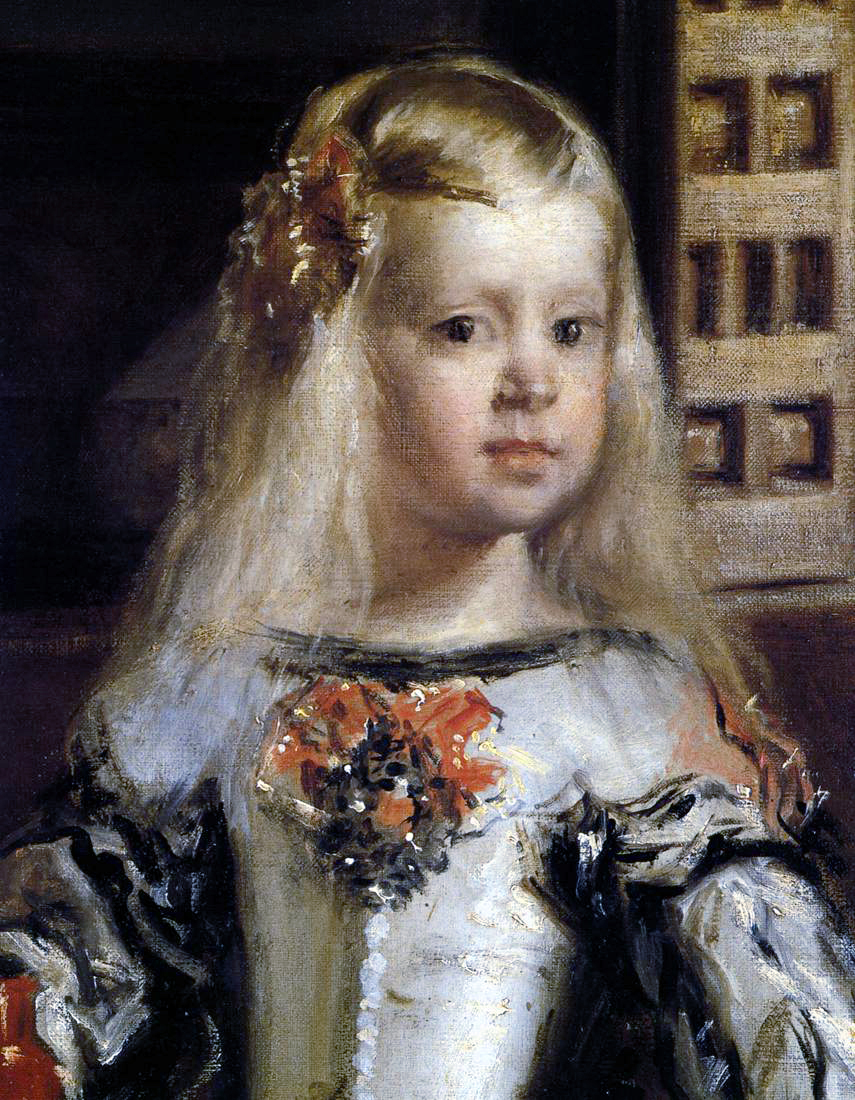
In Las Meninas trägt die Infantin den Scheitel links.

Das Zentrum der dargestellten Szenerie aber bildeten die im Spiegel sichtbaren Monarchen. Obwohl sie das zerbrechlichste, vernachlässigste und von niemandem in der Darstellung angeblickte Bild darstellten, ordneten sie die gesamte Repräsentation. Die Macht des Souveräns dringe damit umso stärker in das Zentrum der Repräsentation vor, je weniger er zum Bild selbst gehöre. Gerade seine Abwesenheit strukturiere folglich das ganze Schauspiel, setze sich zum Ursprung ein, obwohl er sich nur über imaginäre Linien Zugang verschaffen könne.
Foucaults Interpretation begreift Las Meninas als ein Metabild, als eine Reflexion über Repräsentation, die in ihrer Struktur selbstbezüglich ist, weil sie in der „Repräsentation der klassischen Repräsentation“ verharre und der Darstellung bloßer Stellvertretung verhaftet bleibe. Foucaults Analyse hatte in der Kunstgeschichte großen Einfluss und wurde aufgrund ihrer elaborierten Form und ihres Raffinements geschätzt. Neuere Texte weisen aber auch Fehler nach, so etwa die In-eins-Setzung von Herrscher und Betrachter, die eigentlich unterschiedliche Fluchtpunkte haben. Zudem wird überwiegend angenommen, dass der Spiegel nicht das Königspaar im Raum reflektiere, sondern die Leinwand des Malers, die ihrerseits ein königliches Doppelporträt zum Gegenstand habe.

### Die Spiegelbildthese

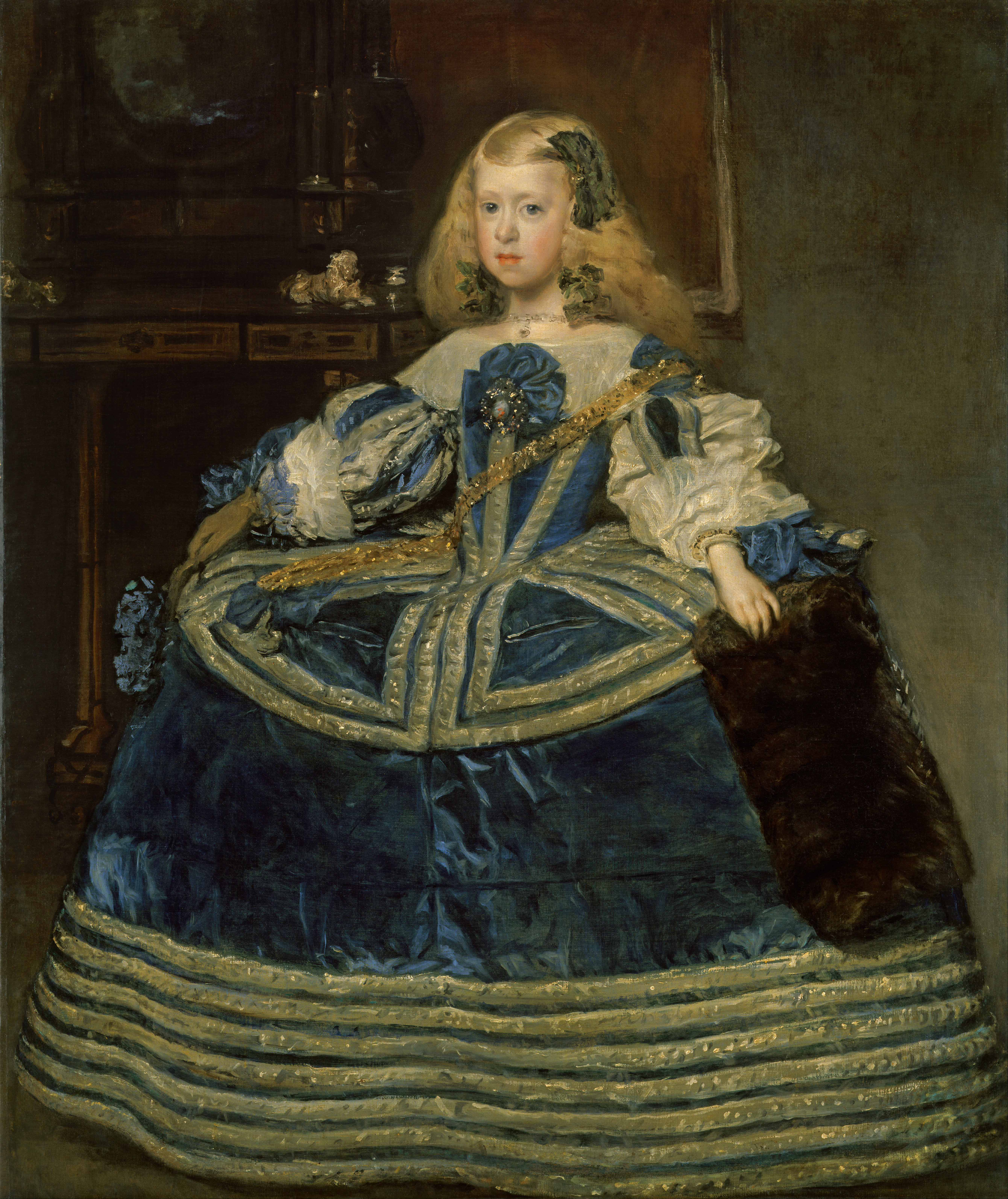
Diego Velázquez: Portrait der Infantin Margarita, 1659; der Scheitel ist hier rechts.

Eine Außenseiterposition nimmt innerhalb der Forschung zu Las Meninas die These ein, der gesamte Entwurf sei die Darstellung einer großen Spiegelfläche. Das Bildpersonal schaue in Wahrheit nicht aus dem Bild heraus, sondern in einen Spiegel hinein und erblicke sein eigenes Spiegelbild. Die These war 1981 von Hermann Ulrich Asemissen geäußert worden. Nur diese Spiegelbildthese könne plausibel erklären, wie Velázquez seine Modelle von vorne sehen und malen könne, obwohl er im Bild hinter ihnen steht. Asemissen versucht nachzuweisen, dass Figuren und Raum seitenverkehrt dargestellt seien. In diesem Zusammenhang wurde darauf hingewiesen, dass die Infantin auf späteren Porträts Velázquez’ den Scheitel auf der anderen Seite trage. Gegen die These spricht jedoch, dass die Seitenverkehrung, sollte sie stattgefunden haben, nicht konsequent vollzogen wurde. Das Spiegelbild wiese den Maler als Linkshänder aus. Zudem sind auch die Gemäldereproduktionen auf der Rückwand des Raumes nicht spiegelverkehrt dargestellt.

### Die Vorgängerbildthese
Die Chefkonservatorin für spanische Malerei des 18. Jahrhunderts am Museo del Prado, Manuela B. Mena Marqués, hat 1997 mit einer gleichermaßen spektakulären wie umstrittenen These zu Las Meninas der Forschung neue Impulse gegeben. Auf der Grundlage ihres Restaurierungsberichtes von 1984 und durch Konzentration auf viele Detailbereiche des Gemäldes, hat sie, gestützt auf radiographische Untersuchungen, die These vertreten, unter dem heutigen Bild habe sich ehemals ein Vorgängerbild Velázquez’ befunden. Das sei später durch Teilübermalungen zu der heute bekannten Form von Las Meninas umgearbeitet worden. Erst die Einbeziehung dieses in seiner Konzeption eigenständigen Vorgängerbildes in die Betrachtung mache Las Meninas verständlich und seine Widersprüche plausibel.
Ursprünglich habe Velázquez eine Allegorie der Treue und des Gehorsams gegenüber dem Monarchen und Margarita dargestellt. Emblematisch ausgewiesen werde diese These durch die Figur der Maria Bárbola, die zwischen ihren Fingern einen Ring halte. In Kombination mit dem Hund sei dies typischer Ausdrucksträger solcher allegorischer Darstellungen. Auch die Mazo-Kopien auf der Rückwand des Raumes seien als Allegorien auf die Macht und Autorität von König und Thronfolgerin zu verstehen. Ein Treuebekenntnis ergebe sich aus der spezifischen Situation am spanischen Hof. Weil ein männlicher Erbe fehlte und die Dynastie der Habsburger in Spanien zu erlöschen drohte, dachte man darüber nach, die Infantin Margarita als Erbin der spanischen Krone einzusetzen. Las Meninas sei in diesem Sinne als „Manifest“ ausgeführt worden; als Veröffentlichung der königlichen Absicht, die Thronfolge an eine Frau zu übergeben. Für die öffentliche Bestimmung des Gemäldes spreche nicht zuletzt seine Größe.
Das Gemälde sei auf seiner linken Seite stark beschnitten worden. Das Königsabbild im Spiegel habe ursprünglich im Zentrum der Bild-Mittelachsen gelegen und sei eine Entsprechung der politisch-thematischen Bedeutung gewesen. Dagegen waren weder die Leinwand noch Velázquez selbst in der vorhergehenden Darstellung Teil des Bildes. An Stelle des Malers sei ehemals eine andere Figur (vielleicht ein junger Page) gestanden, die sich auf Röntgenaufnahmen des Bildes nachweisen lasse. Ebenso verschwunden sei ein roter Samtvorhang, ein seit der Antike verbürgtes Symbol für die Autorität des Souveräns.
Der gesamte Entwurf, so Mena Marqués, habe für Prunk und Tradition gestanden. Als „Allegorie der Monarchie“ und „Verteidigung der kleinen Margarita als Thronerbin“ sei die Darstellung letztlich ein „mahnender und kategorischer Befehl zu Treue und Folgsamkeit gegenüber den Wünschen des Königs“ gewesen. Erst mit der Geburt des ersehnten männlichen Thronerben Felipe Próspero 1657 sei die ursprüngliche Darstellung nutzlos geworden. Velázquez habe die Leinwand, deren Bestimmung ja verloren war, zu einem späteren Zeitpunkt erneut genutzt, Stellen übermalt und seine eigene Person hinzugefügt, dann bereits als Santiago-Ritter mit Kreuz auf dem Wams. Die Frage, was der Maler in Las Meninas auf seiner Leinwand male, könne so beantwortet werden: Er male sich selbst beim Übermalen des ursprünglichen Bildes.
Der Beitrag von Mena Marqués führte innerhalb der Las-Meninas-Forschung zu heftigen Kontroversen. Auf der Basis radiographischer Untersuchungen ist zwar der Nachweis einer anderen Figur unter der Selbstdarstellung des Malers insgesamt bekannt, jedoch geht der überwiegende Teil der Forschung davon aus, dass es sich dabei um eine bloße Positionierungsalternative für die Figur des Malers handele. 1998 wurden Mena Marqués’ Thesen von Jonathan Brown, dem Historiker John H. Elliott und der Restauratorin Carmen Garrido „als subjektiv und fiktiv“ zurückgewiesen.

## Einfluss
Durch das Gemälde wurde Oscar Wilde zu seinem Märchen The Birthday Of The Infanta (1891) inspiriert. Es wurde mehrfach vertont, unter anderem von Franz Schreker als Tanz-Pantomime Der Geburtstag der Infantin und durch Alexander von Zemlinsky als einaktige Oper Der Zwerg.
Das Bild „Bar in den Folies-Bergère“ (1882) von Edouard Manet nimmt das Thema auf und überträgt es in eine Szene aus dem Kabarett Folies Bergère in der zweiten Hälfte des 19. Jahrhunderts.

### Variationen
1957 malte Pablo Picasso 44 Variationen der Meninas, die im Museu Picasso in Barcelona zu sehen sind. Weitere Variationen des Themas stammen von Equipo Cronica, Las Meninas, 1970, Yasumasa Morimura,
Prinzessin A, 1990, von Yue Minjun, Infanta, 1997 und von Fernando Botero Nach Velazquez, 2000. Sophie Matisse schuf 2001 ein Gemälde mit gleichem Titel, das nur den Raum ohne Personen zeigt. John Wonnacot schuf zwischen 2001 und 2005 mit The Family: Self Portrait as St. Anthony ebenfalls eine Variation des Werkes.

## Provenienz und Gemäldezustand

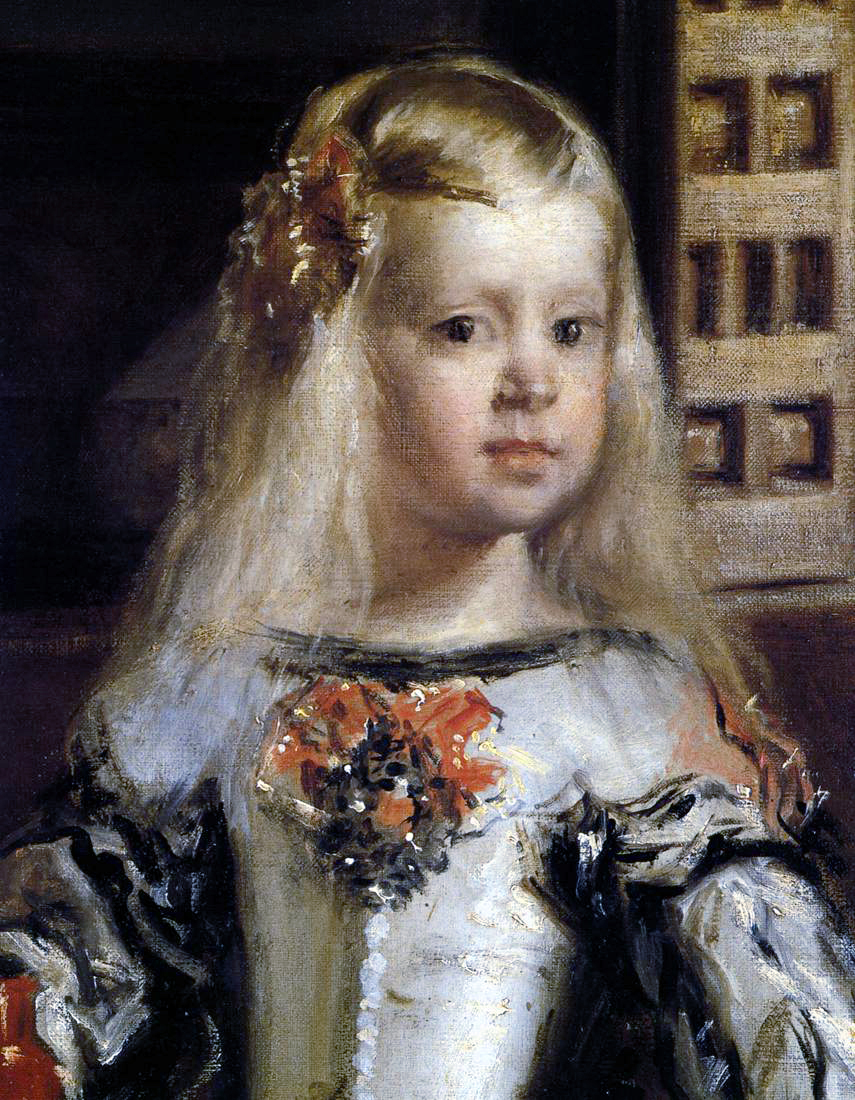
Ein Brand im Jahre 1734 beschädigte das Gemälde so sehr, dass die linke Wange der Infantin weitgehend neugemalt werden musste.

In den Verzeichnissen über die Gemälde des spanischen Hofes wurde Las Meninas zunächst als La Familia („Die Familie“) geführt. Die erste detaillierte Beschreibung wurde 1724 von Antonio Palomino veröffentlicht. Infrarot-Untersuchungen haben gezeigt, dass Diego Velázquez im künstlerischen Gestaltungsprozess nur wenige Änderungen am Gemäldeaufbau oder der Haltung der dargestellten Personen vorgenommen hat. So war Diego Velázquez’ Kopf ursprünglich nicht nach rechts, sondern nach links geneigt.
Das Gemälde ist an seinen beiden Längsseiten beschnitten, wobei nach Ansicht des Kunsthistorikers López-Rey die Beschneidung auf der rechten Bildseite auffälliger ist. Anlass und Zeitpunkt der Beschneidung sind nicht bekannt. In dem Brand, der den Alcázar 1734 fast vollständig zerstörte, wurde auch Las Meninas beschädigt, und der Originalrahmen ging verloren. Der Hofmaler Juan García de Miranda nahm danach die Restaurierung des Gemäldes vor und malte dabei die linke Wange der Infanta fast völlig neu. In der Bestandsaufnahme der königlichen Gemäldesammlung aus den Jahren 1747–1748 wird das Gemälde als kürzlich restauriert geführt; das Verzeichnis identifiziert die Königstochter jedoch fälschlich als María Teresa, eine Halbschwester der Infanta Margarita. Die falsche Zuschreibung taucht auch im Inventarverzeichnis des neuen Madrider Königspalastes auf, das im Jahre 1772 aufgestellt wurde. Die Inventare aus den Jahren 1794 und 1814 bezeichnen das Gemälde als „Die Familie von Philipp IV.“. Zum Bestand des Prado gehört Las Meninas seit dessen Gründung im Jahre 1819. Im Katalog des Jahres 1843 führte das Museum das Werk das erste Mal unter dem Titel Las Meninas, mit dem es bis heute üblicherweise bezeichnet wird. Während der letzten Monate des Spanischen Bürgerkrieges befand sich das Gemälde gemeinsam mit dem größten Teil des Prado-Bestandes in Genf. Es wurde dort 1939 ausgestellt und hing dort neben Pablo Picassos Gemälde Guernica.
1984 wurde das Gemälde zum letzten Mal einer gründlichen Reinigung unterzogen. Auf der Gemäldeoberfläche hatte sich ein gelblicher Staubschleier abgesetzt. Die Reinigung, die unter der Aufsicht des Konservators John Brealey vorgenommen wurde, provozierte wütende Proteste. Das Gemälde wurde zwar im Reinigungsprozess nicht beschädigt, aber auf Grund der nun besser in Erscheinung tretenden Farbkontraste wirkte es deutlich anders als zuvor. Der Kunsthistoriker López-Rey bezeichnet die vorgenommene Reinigung jedoch als tadellos.
Wegen seiner Größe, seiner kunstgeschichtlichen Bedeutung und seines Wertes wird das Gemälde heute vom Prado nicht mehr verliehen. Es ist ausschließlich in diesem Museum zu sehen.

### Malmaterialien
Das Gemälde wurde im Jahre 1981 im Museo del Prado wissenschaftlich untersucht, was auch eine Analyse der verwendeten Pigmente einschloss. Die Untersuchung zeigte, dass einige Pigmente ihre Farbe mit der Zeit verändert haben; so wurde beispielsweise der dunkelgrüne Rock der knienden Menina mit Azurit gemalt und war ursprünglich wesentlich heller und bläulicher. Velázquez verwendete außerdem die für ihn typischen Erdpigmente (Ocker), Bleiweiß, Zinnober und kohlenstoffhaltige Schwarzpigmente.

## Film
- Die Hoffräulein, 1656 – Diego Velázquez. (OT: "Les Ménines", 1656 – Diego Vélasquez.) Dokumentarfilm, Frankreich, 2014, 26:20 Min., Buch: Élisabeth Couturier, Regie: Carlos Franklin, Produktion: Les Poissons Volantes, arte France, RMN-Grand Palais, Canopé-CNDP, Reihe: Hundert Meisterwerke und ihre Geheimnisse (OT: Les petits secrets des grands tableaux), Erstsendung: 22. November 2015 bei arte, Inhaltsangabe von arte.